# Ouargla

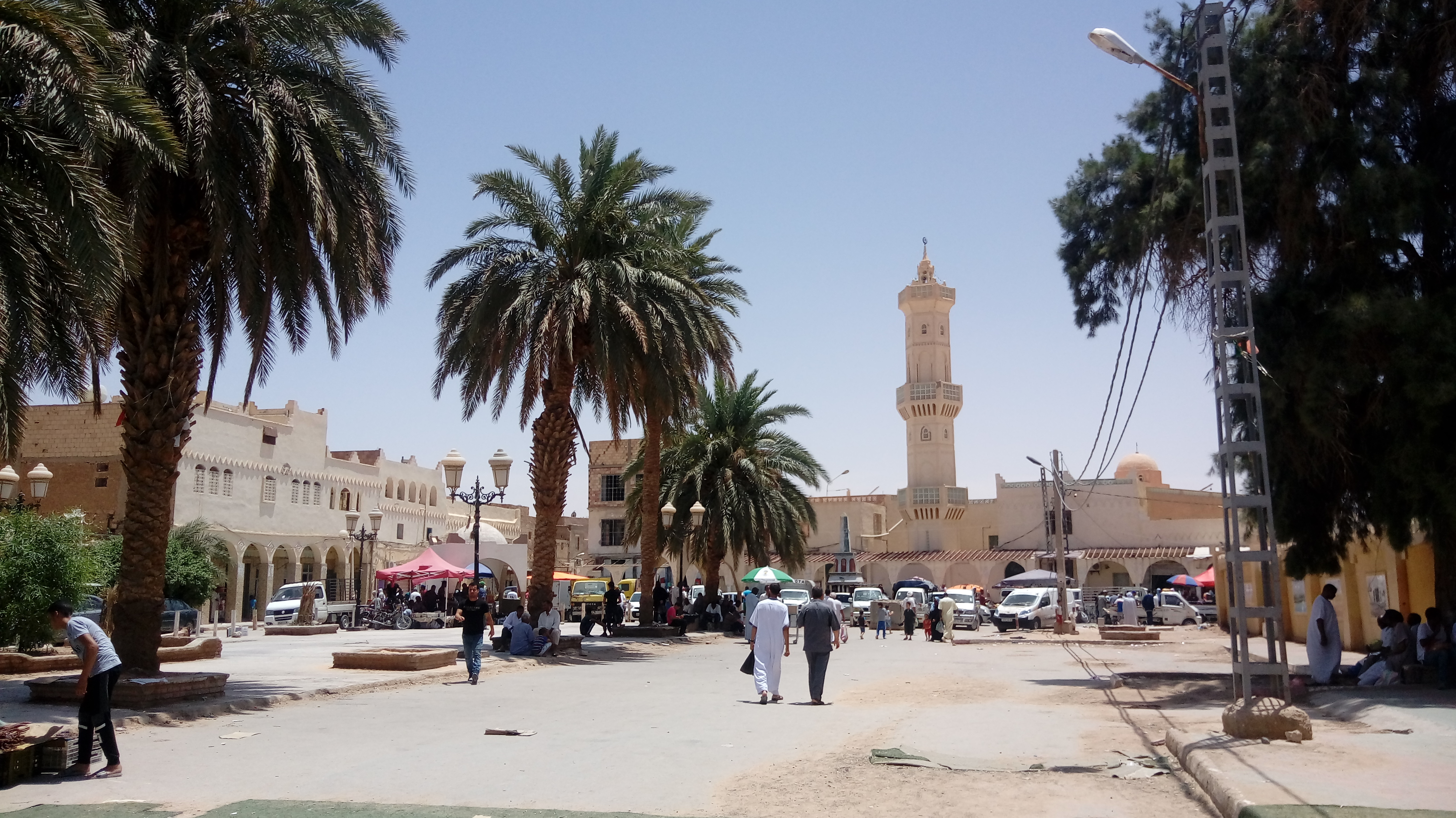
Ouargla – centrum města

Ouargla je město v alžírské provincii Ouargla. Je obklopeno pěti malými oázami – Beni Thour, Sidi Khouiled, Chott, Ruwaysat Said Otba a N'goussa, dohromady obsahují asi jeden milion palem. Má přibližně 133 tisíc obyvatel, většina obyvatel je berberského původu.

## Osobnosti
- Miloud Ataouat (1934–2005), rallye jezdec
- Ayoub Azzi, fotbalista